# Oro verde
Oro verde è un film del 2014 diretto da Mohammed Soudani che trae spunto da fatti di cronaca avvenuti nel Canton Ticino. I fatti non furono di per sé significativi, ma gli sceneggiatori hanno individuato nel processo che è scaturito dopo l'arresto dei responsabili, l'elemento originale della storia sviluppata poi in Oro verde. Il film è stato presentato in anteprima mondiale il 25 gennaio 2014 alle giornate del cinema di Soletta (Svizzera) dove Leonardo Nigro ha vinto il premio come miglior attore non protagonista; il film è stato presentato anche all'Ariano International Film Festival.

## Trama
Mario De Bortoli è un ex-alto dirigente di una società informatica. Uomo molto competente e rigoroso, sposato con Clara senza figli, è stato licenziato per una ristrutturazione aziendale e ormai è disoccupato da tempo, da troppo tempo. Infatti, nonostante tutti i suoi continui tentativi, non riesce più a trovare un lavoro che gli permetta di affrontare i notevoli impegni finanziari della coppia, contratti quando le cose andavano bene e nessuna nuvola si profilava all’orizzonte. Fino a quando Mario scopre che un colossale carico di canapa indiana,  appena sequestrato dalle forze di polizia è stato stipato per ordine dell'autorità giudiziaria in un ex-deposito militare in attesa di essere incenerito con un grande falò a norma di legge. La coincidenza vuole che Mario, vari anni prima, abbia fatto il servizio militare proprio in quel deposito; ma, soprattutto, che lui stesso in seguito abbia fatto montare, con la vecchia ditta nella quale lavorava, tutti i sistemi di vigilanza che ancora lo proteggono. Se qualcuno riuscisse a prelevare quella cannabis scambiandola con del banale fieno all'insaputa di tutti, quel qualcuno si troverebbe poi un autentico tesoro da smerciare... milioni e milioni... un vero tesoro verde. E nessuno appunto verrebbe mai a conoscenza del reato che è stato compiuto perché il fieno verrebbe subito dopo bruciato: scomparso il corpo del reato, scomparso anche il reato...
Ormai ben determinato a realizzare il suo grande progetto, si dà da fare per reclutare gli “uomini giusti” per portare a termine l'impresa. La fase del reclutamento della banda è delicatissima perché lui non dispone certo dei contatti giusti e l'idea non deve assolutamente trapelare. Ma dopo vari ed esilaranti tentativi di “casting” la gang si forma. È composta da:
- Ivan, un suo ex-collaboratore	(licenziato anch’egli dalla ditta) tiranneggiato da una moglie	sanguisuga;
- Leo, un imprenditore funebre	vanamente innamorato di una “artista di night” con velleità di	grande attrice
- Augusto, un “disoccupato	seriale” dalla devastante capacità di combinare guai.

Al gruppo si aggiungono via via:
- Monica, l’aspirante attrice;
- Clara, la moglie di Mario che	ha scoperto cosa sta tramando il marito;
- Scilla, la figlia di Ivan	capricciosa e loquace;
- il “Professore”, un grande	scassinatore che ha dovuto ritirarsi dalla “professione” per	l’avvento dell’elettronica.

Il piano prevede che la canapa trafugata venga poi smerciata attraverso i canali conosciuti da due giovani che lavorano in un call-center, entrambi di nome Luca.
Il colpo alla fine riesce perfettamente – grazie a una serie di coincidenze fortunate o addirittura miracolose, all'abilità delle donne del gruppo (le uniche che ragionano per davvero) e a una frenetica serie di espedienti che evitano continuamente disastri e guai. Un futuro di bella vita e di sogni realizzabili sembra perciò schiudersi per gli estemporanei malavitosi.
Accade infatti che, per involontaria colpa di Augusto, una bara (nella quale è stata astutamente celata una parte della cannabis) venga banalmente scambiata al crematorio e bruciata al posto di quella con il corpo del morto. E accade anche che, poco dopo, la parte rimanente della droga - la cosiddetta “riserva strategica” - finisca mangiata al posto fieno da centinaia di mucche di una grande stalla. Così, mestamente, tutti i componenti della gang tanto abile quanto sfortunata, tanto geniale quanto improvvisata, dovranno tornare alla loro dura vita di sempre, abbandonando i sogni infranti di ricchezza e di libertà.